# Dosso Dossi

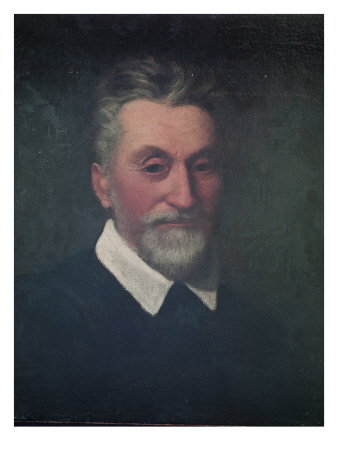
Selbstporträt

Dosso Dossi (eigentlich Giovanni di Niccolò de’ Luteri; * um 1469 in San Giovanni del Dosso oder Tramuschio; † 1542 in Ferrara) war ein italienischer Maler. Er gilt als bedeutendster Vertreter der ferraresischen Kunst der späten Renaissance.

## Leben und Bedeutung
Über Dossos Jugend und seine Ausbildung ist nichts Näheres bekannt. Der Einfluss von Tizian und Giorgione ist so stark ausgeprägt, dass die Vermutung nahe liegt, dass der Beginn seiner Karriere in Venedig liegt. Er wird erstmals 1512 in Mantua registriert. Von 1514 an arbeitete er in Ferrara als Hofmaler des Herzogs Alfonso I. d’Este. Hier arbeitete er – auch häufig mit seinem Bruder Battista zusammen – als Maler, aber auch als Dekorateur der höfischen Feste und Theateraufführungen sowie als Raumausstatter. Die Herzöge von Ferrara waren sehr kunstliebend und holten bedeutende Maler, Musiker und Schriftsteller an ihren Hof (darunter Ariost, mit dem Dosso zusammenarbeitete). Dosso wurde schließlich der Führer der Schule von Ferrara und einer der bedeutendsten Künstler seiner Zeit. Etwa 1520 könnte er sich in Rom aufgehalten haben. In seinem letzten Lebensjahrzehnt spielte sein Bruder eine immer größere Rolle in der gemeinsamen Werkstatt, die er nach Dossos Tod auch übernahm. Als der Vatikanstaat im Jahr 1598 das Herzogtum Ferrara übernahm, wurden seine Werke verstreut; nach kurzer Zeit war er vergessen.
Seine religiösen und mythologischen Bilder bestechen durch ihre leuchtende Farbigkeit, wie sie von Tizian bekannt ist. Von Anfang an spielten Landschaften in magischem Licht eine wichtige Rolle. Hier ist der Einfluss Giorgiones besonders deutlich. Dossos Eigenständigkeit zeigt sich jedoch an seiner ausgeprägten Phantasie, die in einer Reihe allegorischer Darstellungen zum Tragen kommt. Viele seiner Gemälde gelten wegen ihrer komplexen und dunklen Thematik als kaum deutbar und rätselhaft. In seinen späteren Werken umspielt ein überirdisches Licht melancholische Gestalten in verträumten Landschaften. Insgesamt gesehen ist sein Werk immer sehr persönlich, beinahe exzentrisch, und phantasievoll.

## Werke

### National Gallery, London
- Ein Bacchant, um 1525

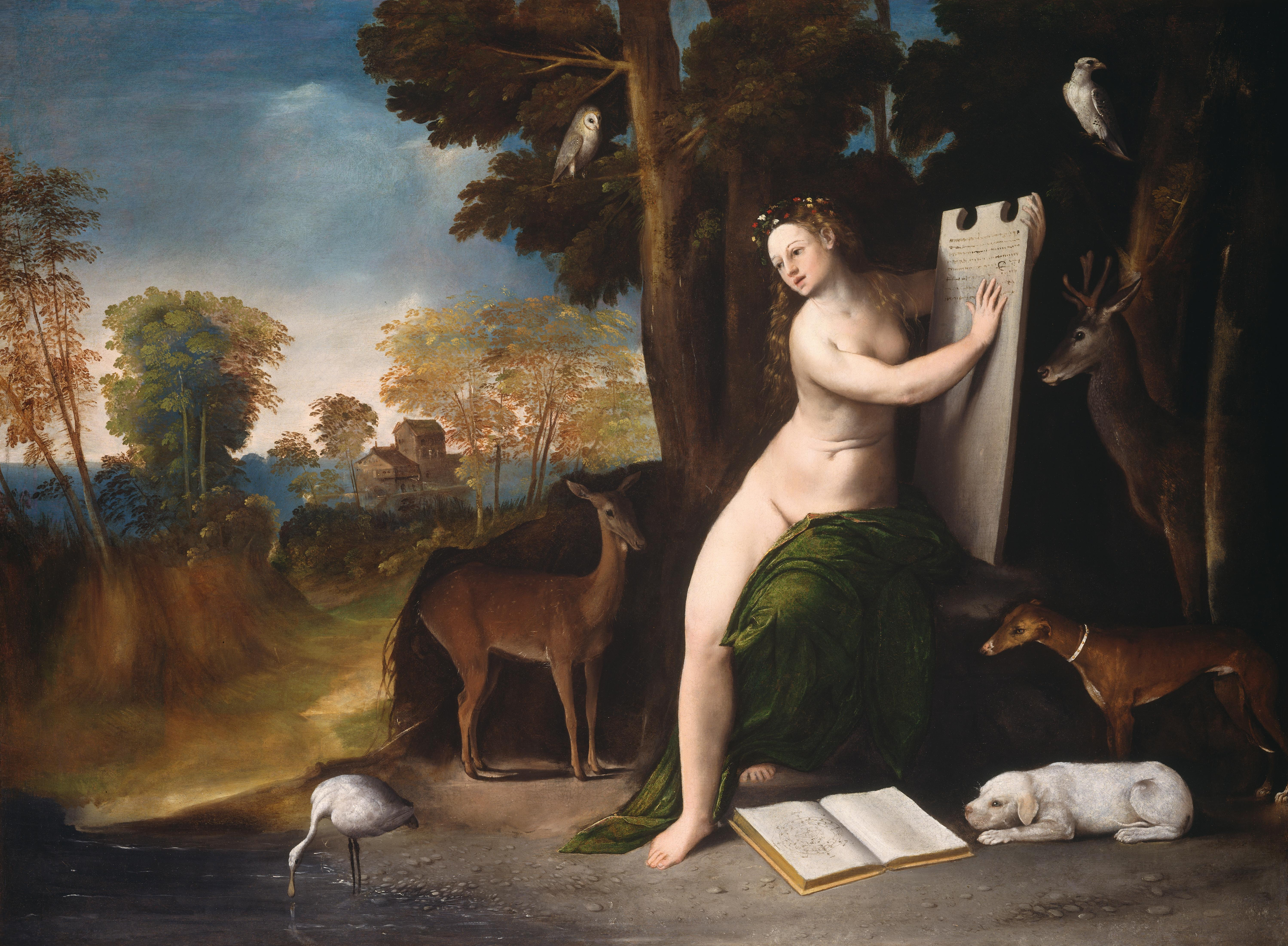
Landschaft mit Kirke und ihren Liebhabern (um 1514–1516), National Gallery of Art, Washington D.C.

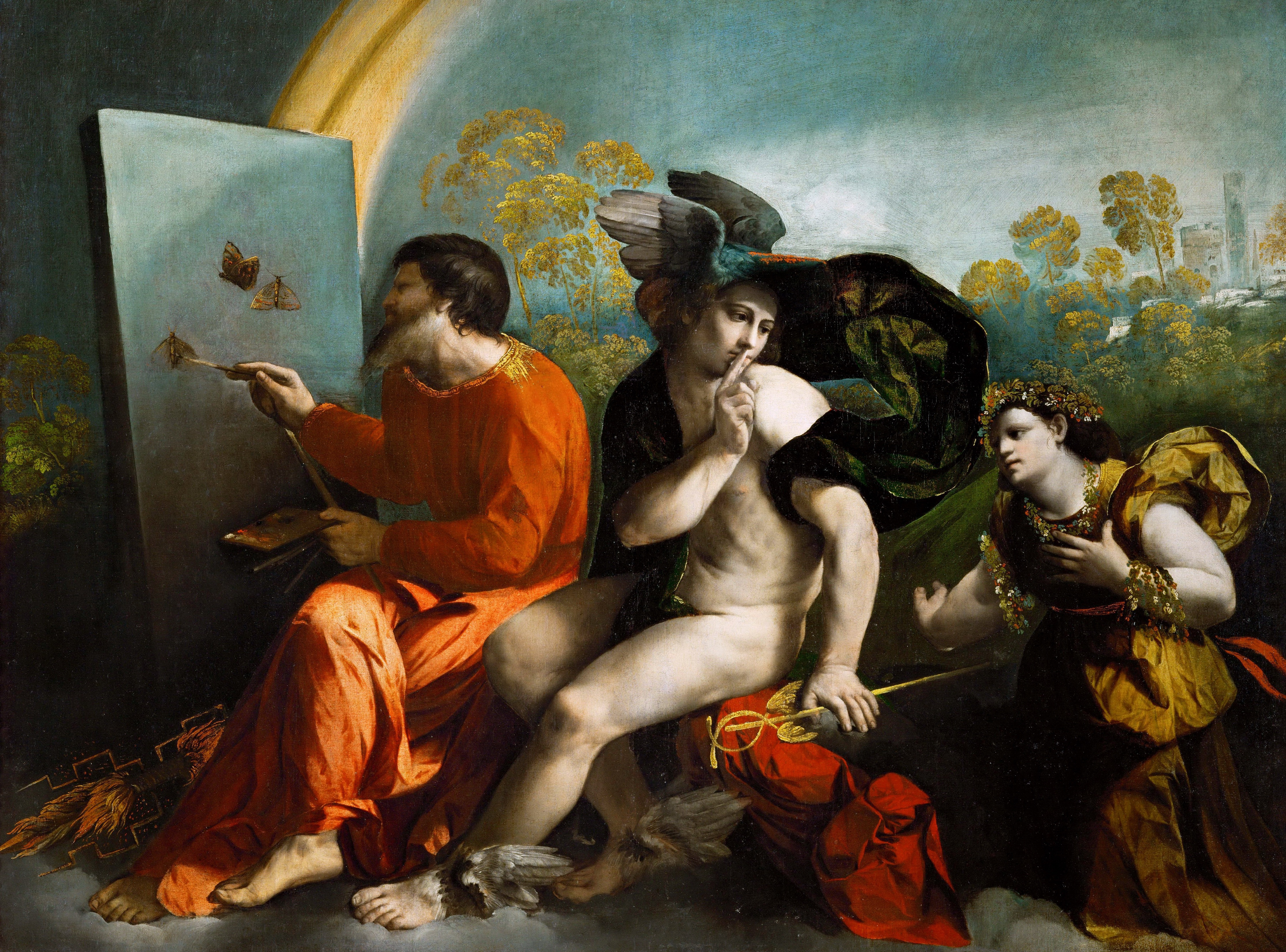
Der Weltenmaler Zeus (1530er), Sammlung Lanckoroński auf dem Wawel, Krakau

- Wehklage über den Leichnam Christi, um 1517
- Die Anbetung der Könige, wahrscheinlich 1530–42
- Eine Heilige, nach 1600
- Ein Mann, der eine Frau umarmt, ungefähr 1524

### Galleria Borghese, Rom
- Circe (oder Melisse), um 1520, Öl auf Leinwand
- Die hl. Cosmas und Damian, 1534–42, Öl auf Leinwand
- Diana und Calisto, 1528, Öl auf Leinwand
- Madonna und Kind, 1525, Öl auf Leinwand
- Apoll und Daphne, ca. 1525, Öl auf Leinwand
- Gyges und König Candaulus, 1508/19, Öl auf Leinwand
- Anbetung des Kindes, 1519, Öl auf Leinwand

### Galleria degli Uffizi, Florenz
- Die Jungfrau mit Johannes dem Täufer und Johannes dem Evangelisten, 1520, Öl auf Holz, übertragen auf Leinwand
- Bildnis eines Kriegers, 1530er Jahre, Öl auf Leinwand
- Hexerei (Allegorie von Herkules), um 1535, Öl auf Leinwand

### Andere Museen
- Sibylle, 1516–20, Öl auf Leinwand, Eremitage St. Petersburg
- Aeneas und Achates an der libyschen Küste, um 1520, Öl auf Leinwand, National Gallery of Art Washington
- Hl. Johannes und Bartholomäus mit Stiftern, 1527, Öl auf Tafel, Galleria Nazionale d’Arte Antica, Rom
- Jupiter, Merkur und Tugend, 1524, Öl auf Leinwand, Wawel, Krakau
- Fresken in mehreren Sälen des Castello del Buonconsiglio in Trient

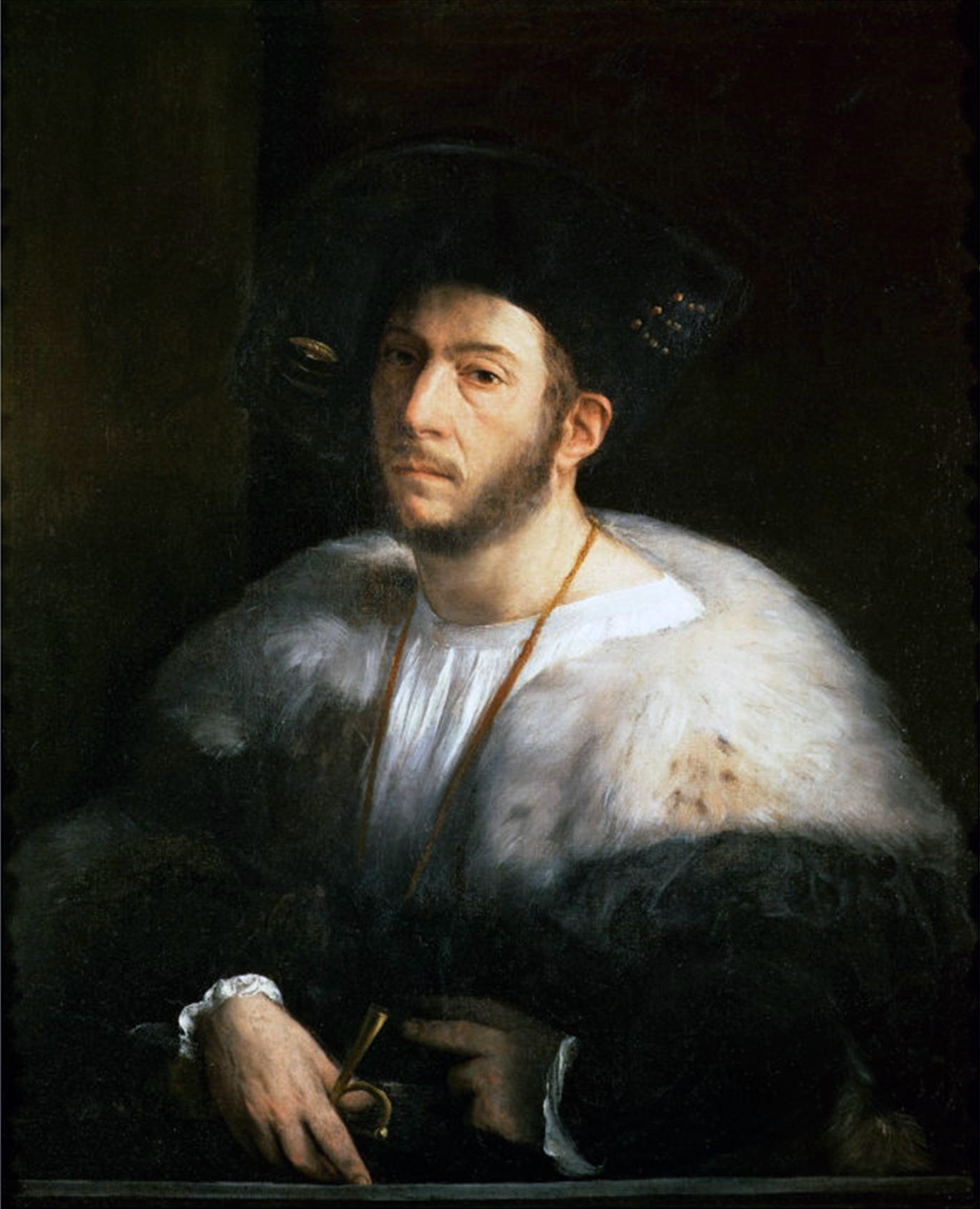
Bildnis eines Mannes, 1518/20
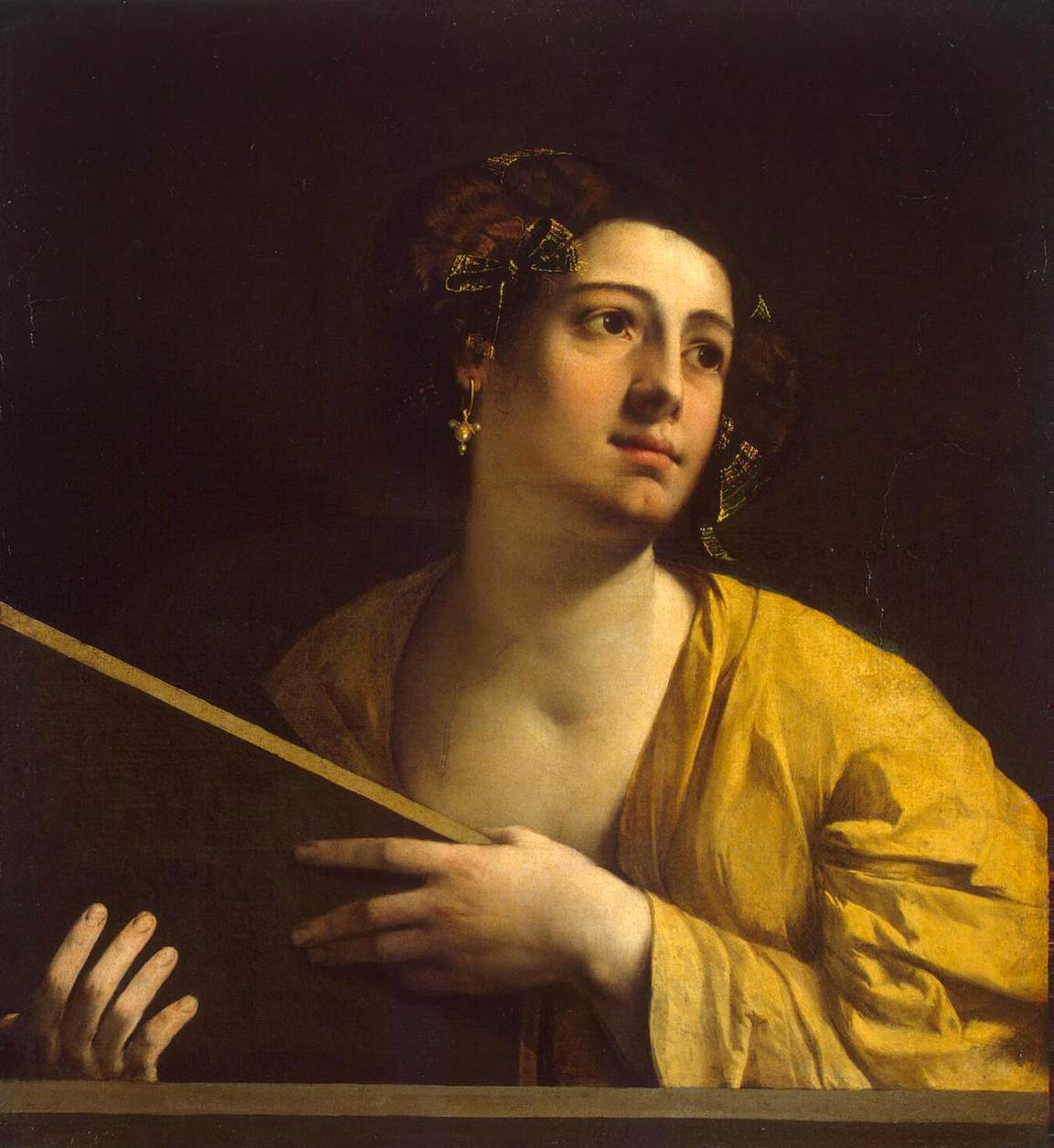
Sibylle, um 1524
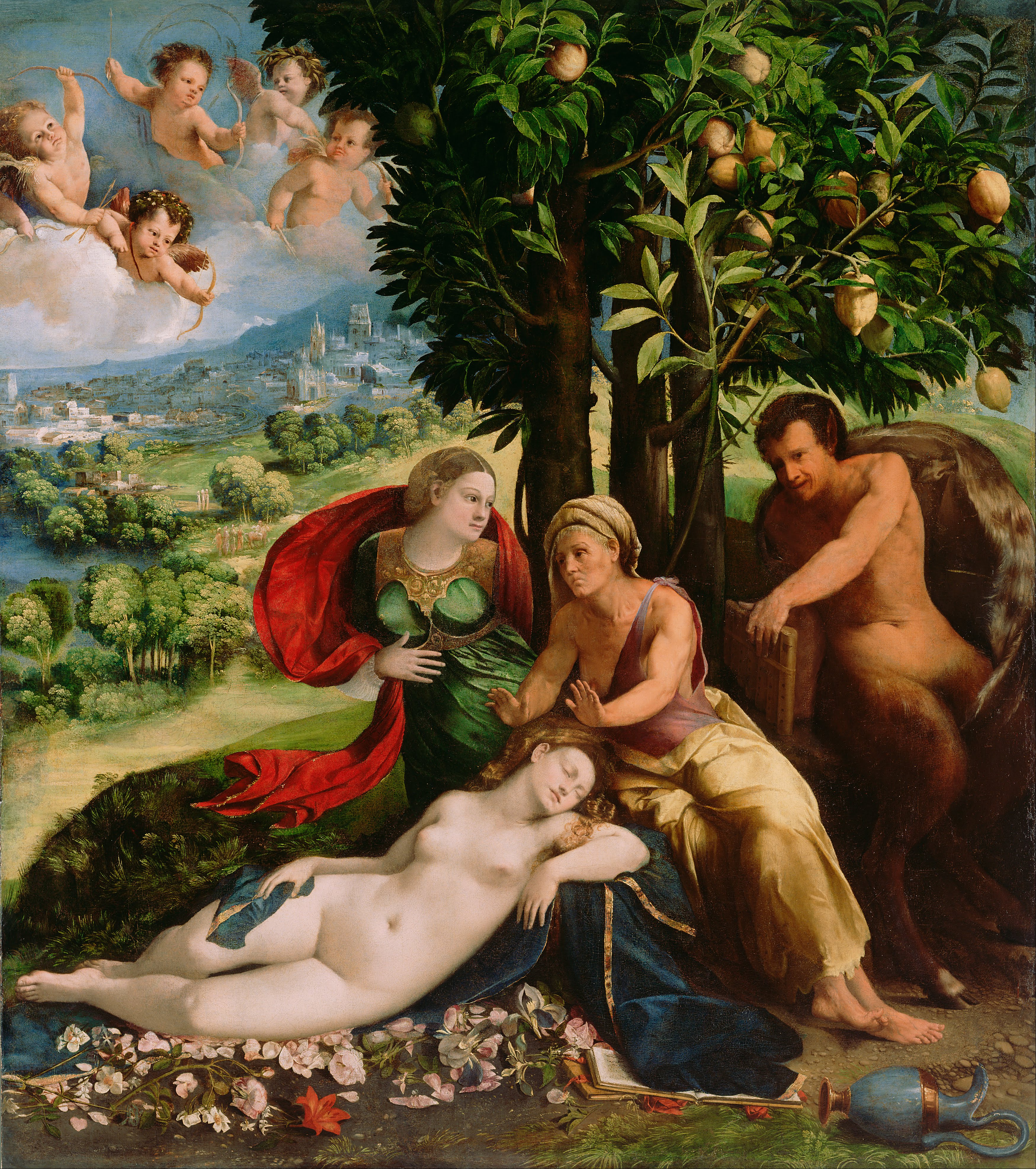
Mythologische Szene, um 1524
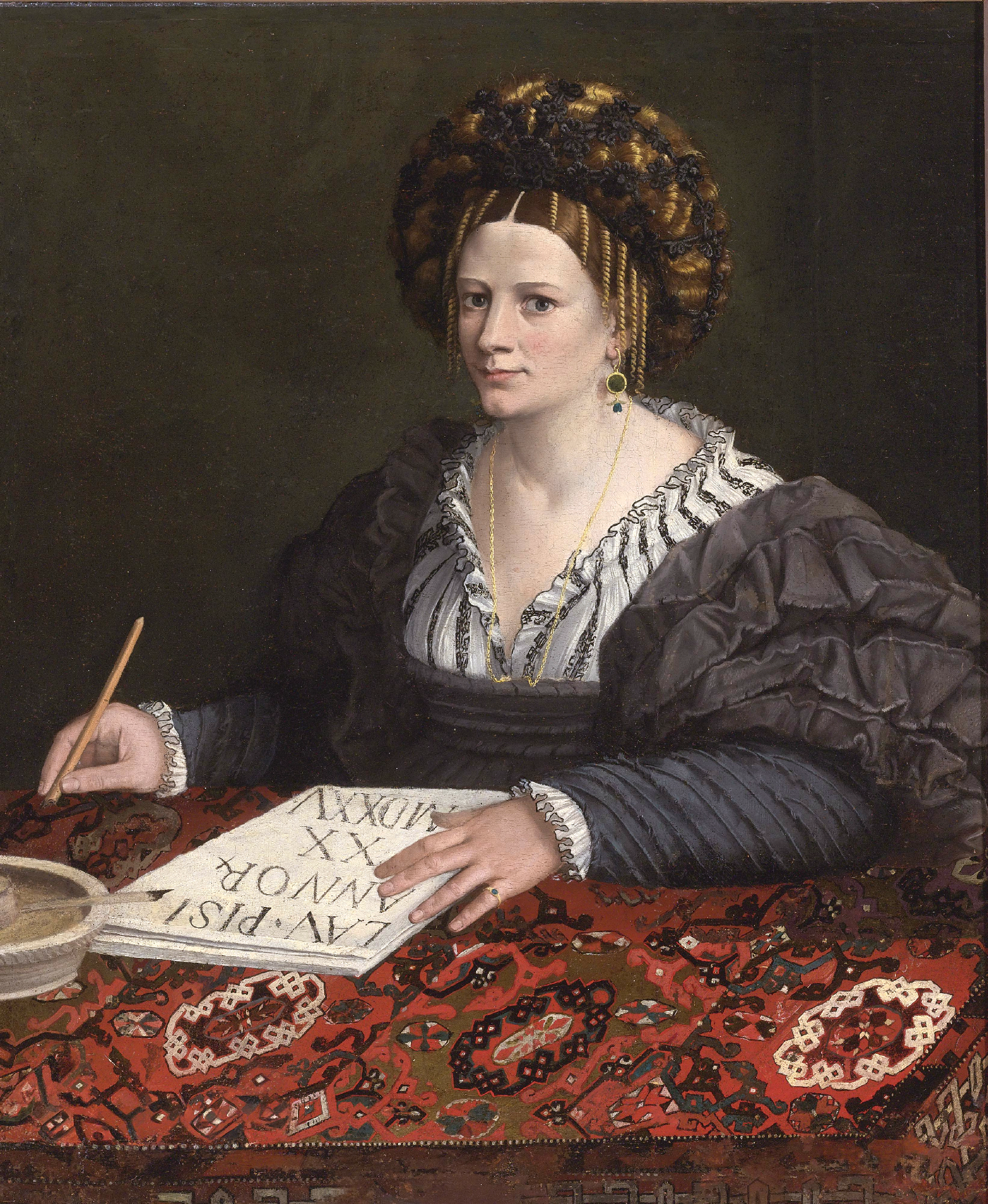
Bildnis Laura Pisani, 1525
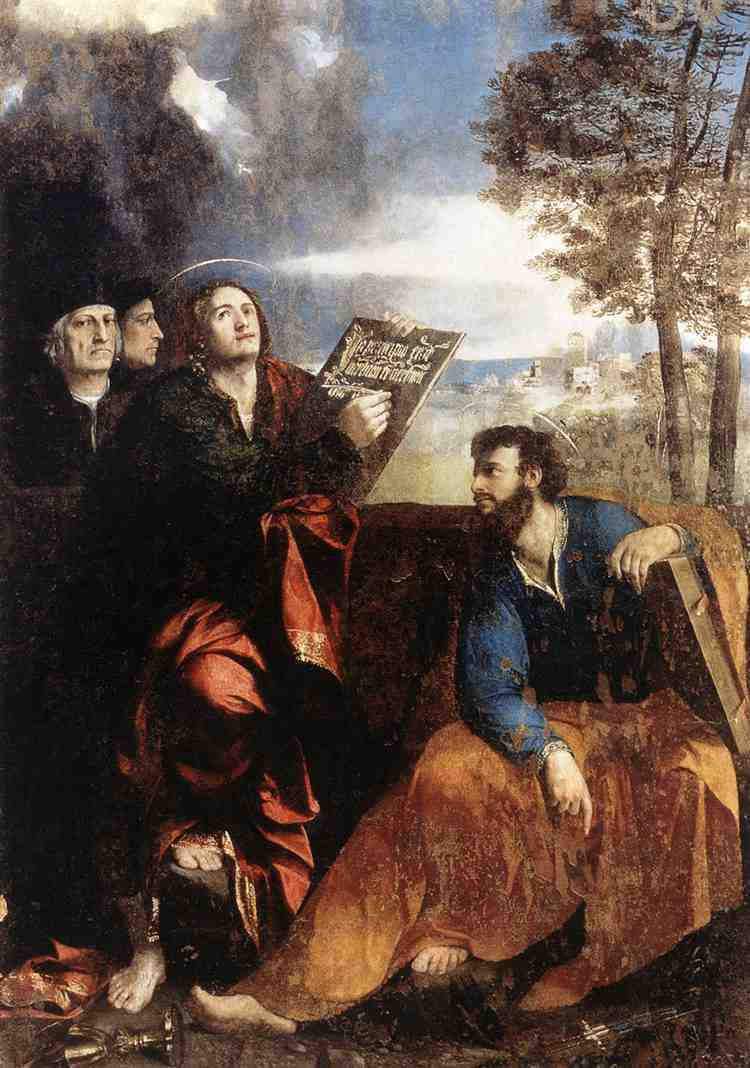
Hl. Johannes und Bartholomäus mit Stiftern, 1527
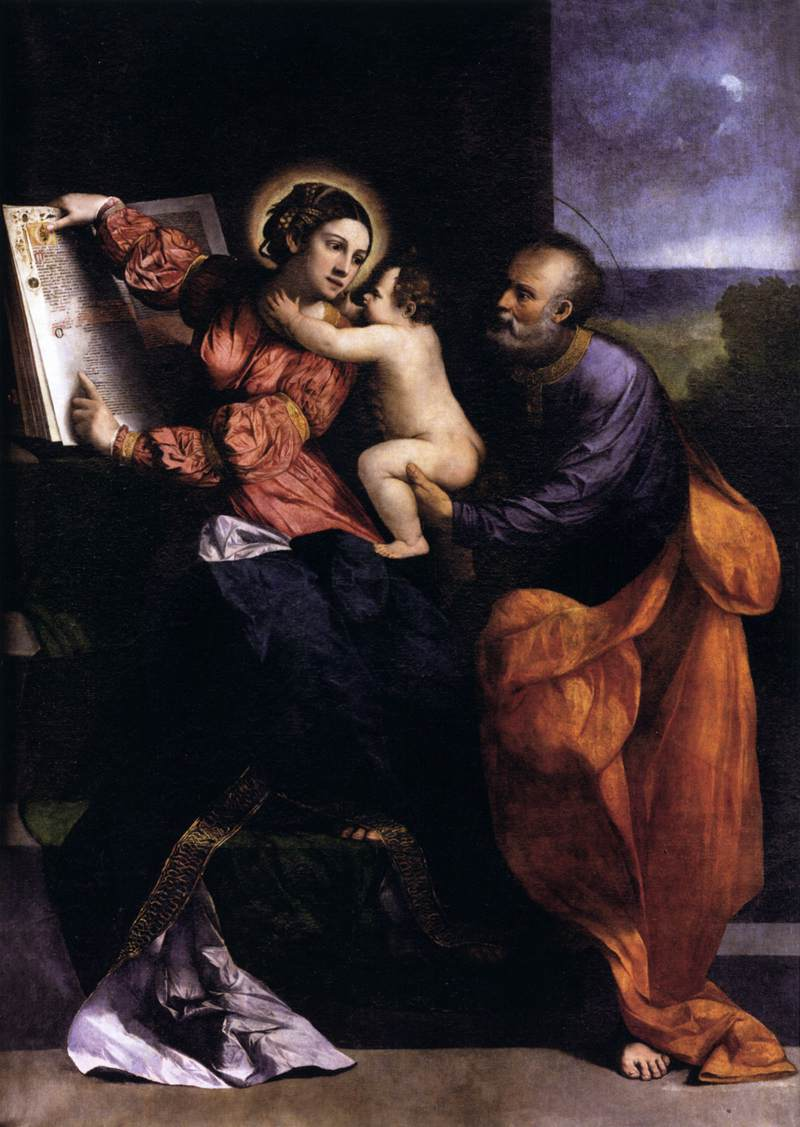
Die Heilige Familie, 1527/28
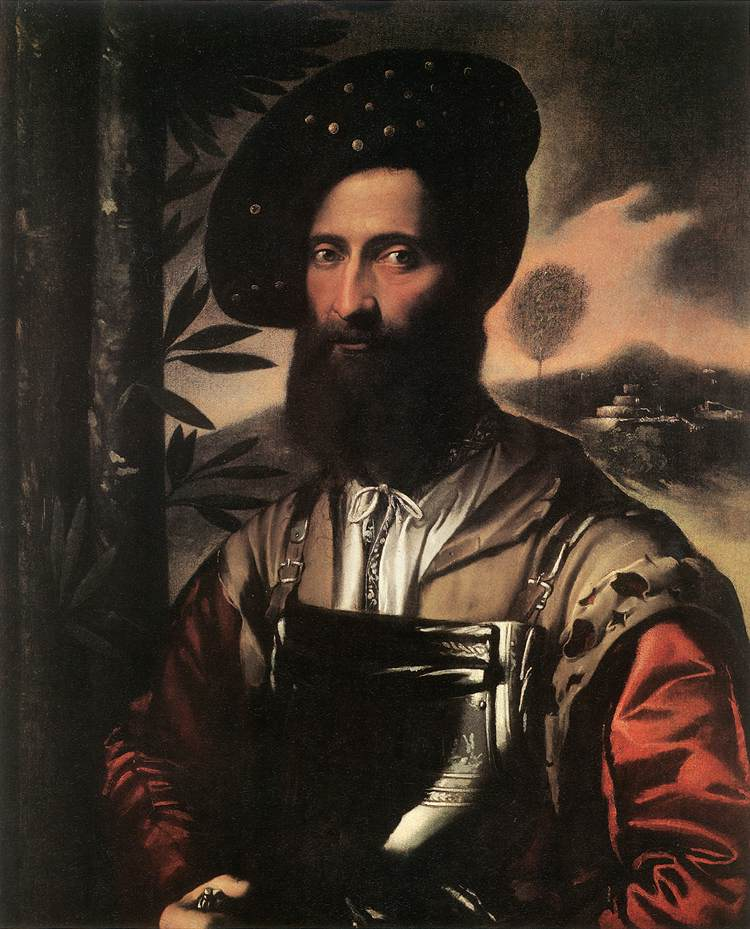
Bildnis eines Kriegers, 1530er Jahre

## Auktionen
- 1825 in Nürnberg: Christus am Kreuz, dessen Stamm St. Magdalena umfaßt.[1]